# Liste der britischen Botschafter in Gambia
Gambia war bis 2. Oktober 2013 Member of the Commonwealth of Nations, deshalb wurde die britische Auslandsvertretung in Banjul als High Commission bezeichnet und deren Leiter als Hochkommissar (engl. High Commissioner). Seit dem 20. November 2013 wird die Auslandsvertretung als Botschaft bezeichnet und deren Leiter als Botschafter (engl. Ambassador).
| Amtszeit  | Titel           | Name                                    | ernannt während der Regierung von | akkreditiert bei |
| --------- | --------------- | --------------------------------------- | --------------------------------- | ---------------- |
| 1965–1967 | Hochkommissar   | George Crombie (1908–1972)              | Harold Wilson                     | Dawda Jawara     |
| 1968–1971 | Hochkommissar   | Granville Ramage (1919–2011)            | Harold Wilson                     | Dawda Jawara     |
| 1972–1975 | Hochkommissar   | James Roland Walter Parker (1919–2009)  | Edward Heath                      | Dawda Jawara     |
| 1975–1979 | Hochkommissar   | Martin Rogers (1925–2012)               | Harold Wilson                     | Dawda Jawara     |
| 1979–1981 | Hochkommissar   | Eric Smith (1922–2011)                  | Margaret Thatcher                 | Dawda Jawara     |
| 1981–1984 | Hochkommissar   | David Francis Battye Le Breton (* 1931) | Margaret Thatcher                 | Dawda Jawara     |
| 1984–1987 | Hochkommissar   | John Donald Garner (* 1931)             | Margaret Thatcher                 | Dawda Jawara     |
| 1988–1990 | Hochkommissar   | Alec Ibbott (* 1930)                    | Margaret Thatcher                 | Dawda Jawara     |
| 1991–1993 | Hochkommissar   | Alan Pover (* 1933)                     | John Major                        | Dawda Jawara     |
| 1994–1995 | Hochkommissar   | Michael Hardie (1938–2008)              | John Major                        | Yahya Jammeh     |
| 1995–1998 | Hochkommissar   | John Wilde (* 1941)                     | John Major                        | Yahya Jammeh     |
| 1998–2000 | Hochkommissar   | Tony Millson (* 1951)                   | Tony Blair                        | Yahya Jammeh     |
| 2000–2002 | Hochkommissar   | John Perrott (* 1943)                   | Tony Blair                        | Yahya Jammeh     |
| 2002–2006 | Hochkommissar   | Eric Jenkinson (* 1950)                 | Tony Blair                        | Yahya Jammeh     |
| 2006–2011 | Hochkommissar   | Philip Sinkinson (* 1950)               | Tony Blair                        | Yahya Jammeh     |
| 2011–2013 | Hochkommissar   | David Morley (* 1954)                   | David Cameron                     | Yahya Jammeh     |
| 2013–2014 | Botschafter     | David Morley (* 1954)                   | David Cameron                     | Yahya Jammeh     |
| 2014–2017 | Botschafter     | Colin Crorkin (* 1957)                  | David Cameron                     | Yahya Jammeh     |
| 2017–2018 | Botschafterin   | Sharon Wardle (* 1965)                  | Theresa May                       | Adama Barrow     |
| 2018–2020 | Hochkommissarin | Sharon Wardle (* 1965)                  | Theresa May                       | Adama Barrow     |
| seit 2020 | Hochkommissar   | David Belgrove (* 1962)                 | Boris Johnson                     | Adama Barrow     |